# U-460
U-460 je bila nemška vojaška podmornica Kriegsmarine, ki je bila dejavna med drugo svetovno vojno.

## Zgodovina
Podmornico so 4. oktobra 1943 potopila letala iz ameriške spremljevalne letalonosilke USS Card (CVE 11); umrlo je 62 članov posadke, medtem ko sta preživela le dva.

## Poveljniki
| Poveljniki |                 |                   |                                    |
| Št.        | Čin             | Ime               | Poveljstvo                         |
| 1.         | Kapitänleutnant | Friedrich Schäfer | 24. december 1941 - 1. avgust 1942 |
| 2.         | Kapitänleutnant | Ebe Schnoor       | 1. avgust 1942 - 4. oktober 1943   |

## Tehnični podatki
| Kategorije                                    | Podatki           |
| --------------------------------------------- | ----------------- |
| Teža (t): na površju pod površjem polna Teža  | 1.668 1.932 2.300 |
| Dolžina (m) - tlačni trup (m)                 | 67,1 - 47,51      |
| Širina (m) - tlačni trup (m)                  | 9,35 - 4,9        |
| Izpodriv (m)                                  | 6,51              |
| Višina (m)                                    | 11,71             |
| Moč (hp): na površju pod podvršjem            | 3.200 750         |
| Hitrost (vozlov): na površju pod podvršjem    | 14,9 6,2          |
| Doseg (milja/vozel): na površju pod podvršjem | 12.350/10 55/4    |
| Posadka                                       | 53-60             |
| Maksimalni potop (m)                          | 240               |